# Renate Plöchl

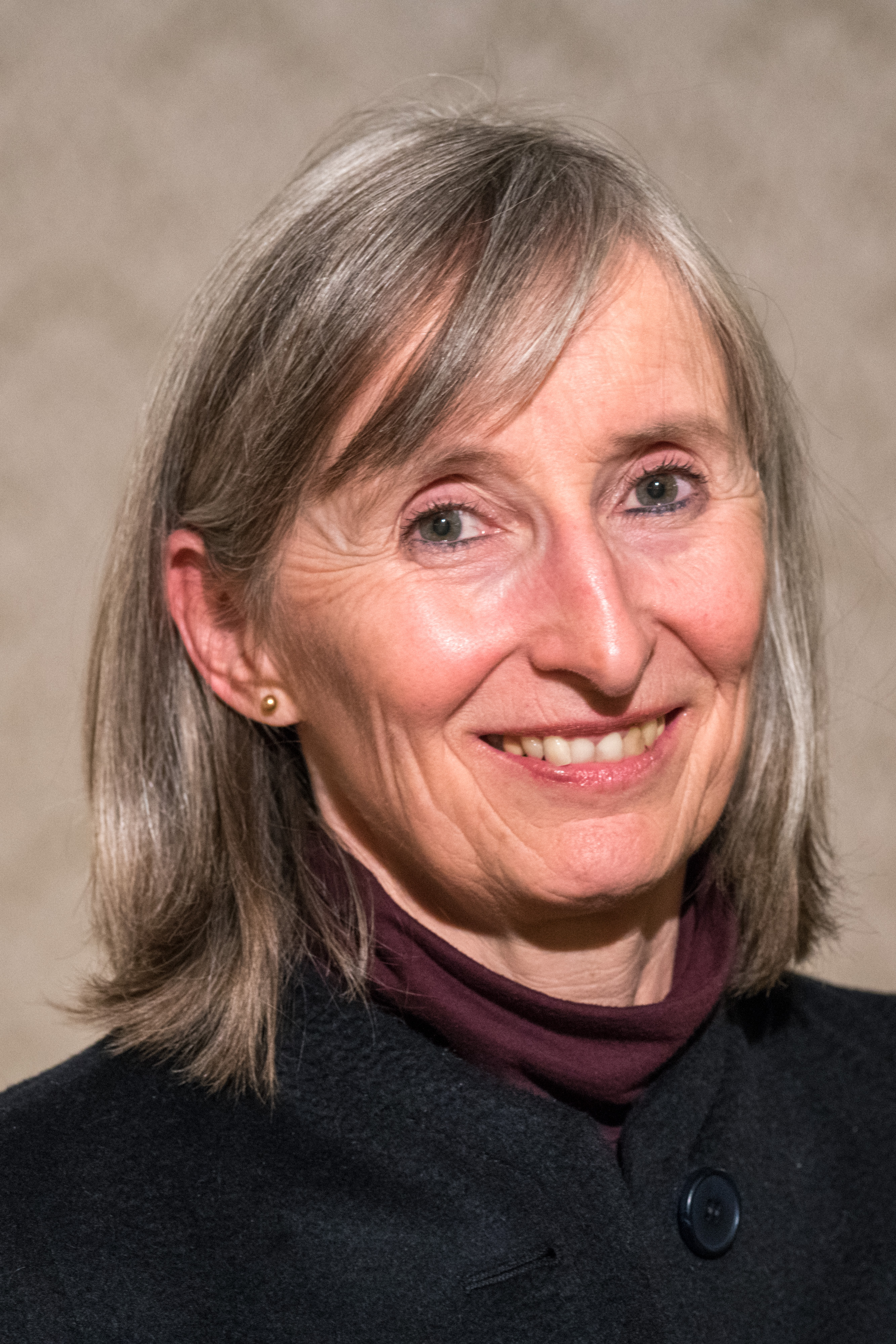
Renate Plöchl (2019)

Renate Plöchl (* 29. Juli 1962 in Pasching) ist eine österreichische Germanistin und Direktorin der Oberösterreichischen Landesbibliothek in Linz.

## Leben
Plöchl wuchs in Pasching bei Linz auf und absolvierte nach der Matura den Lehrberuf zur Buchhändlerin. Anschließend studierte sie an der Universität Salzburg und der Freien Universität Berlin Germanistik, Sprachwissenschaft, Publizistik und Kommunikationswissenschaft. Ihre Diplomarbeit verfasste sie über das Werk der Linzer Schriftstellerin Maria von Peteani.
Zu Beginn ihrer Berufslaufbahn war Renate Plöchl Mitarbeiterin im OÖ. Landesmuseum in Linz und im Kunsthistorischen Museum in Wien. Anschließend war sie im Offenen Kulturhaus in Linz tätig, bevor sie 2003 in die Direktion Kultur des Landes Oberösterreich wechselte und dort ab 2010 die Leitung des Referats Zeitkultur übernahm. Plöchl war zudem von 2010 bis 2016 Leiterin des Internationalen Theaterfestivals SCHÄXPIR.
Von 1989 bis 2002 betreute sie redaktionell die 1989 vom Museumsbund Österreich gegründete Zeitschrift Neues Museum. Von 2006 bis 2015 war Plöchl Mitglied im Redaktionsteam der vom Stifterhaus Linz herausgegebenen Literaturzeitschrift Die Rampe.
Seit 2016 ist Plöchl Direktorin der Oberösterreichischen Landesbibliothek in Linz.
Renate Plöchl war mit dem 2017 verstorbenen Künstler und Journalisten Peter Kraml verheiratet.

## Auszeichnungen
- 2000 Marianne-von-Willemer-Preis mit der Künstlerinnengruppe Dominoa

## Publikationen
Ausgewählte Publikationen:
- Geschlechterbeziehungen im Werk der Schriftstellerin Maria Peteani. Diplomarbeit Universität Salzburg, 1991.
- Das bloße Schauen ist, als täte man Verbotenes. Zu zwei Texten von Maria Peteani. In: Schwierige Verhältnisse. Hrsg. Theresia Klugsberger, Stuttgart 1992.
- Imagination von Weiblichkeit im Roman „Vierfrauenhaus“ von Franz Rieger. In: Die Rampe. 1992, S. 53–57.
- Mit Rücksicht auf die Nichtform – die Suche nach der weiblichen Schrift: zu den „Fassadentexten“ von Waltraud Seidlhofer. In: Die Rampe. 2000, S. 74–77.
- Maria Peteani. Erfolgsschriftstellerin mit Publikationsverbot. In: Kulturhauptstadt des Führers. Hrsg. Birgit Kirchmayr,  Linz 2008, S. 197–201.
- Österreichisches Alphabet über Eugenie Kain (1960–2010). In: Literatur und Kritik. Heft 499/500, Salzburg November 2015.